# سيمونا دي سيلفسترو
سيمونا دي سيلفسترو (بالإنجليزية:  Simona de Silvestro)‏ مواليد 1 سبتمبر 1988 في ثون، هو سائق فورملا 1 سويسري.

## سباقات شارك فيها
- سلسلة إندي كار
- إنديانابوليس 500

## وصلات خارجية
- سيمونا دي سيلفسترو على موقع Racing-Reference.info (الإنجليزية)
- سيمونا دي سيلفسترو على موقع DriverDB.com (الإنجليزية)
- الموقع الرسمي